# 王銳 (正統進士)
王銳（1413年—？），字允威，直隸永平府遷安縣人，民籍。明朝政治人物。官至延綏巡撫。

## 生平
正統三年（1438年）戊午科順天府鄉試第二名。正統四年（1439年）聯捷己未科會試第八十九名，殿試登進士第三甲第二十九名。歷任山東新城縣、直隸崇明縣知縣，陞彰德府知府，官至都察院右副都御史，廵撫延綏。

## 家族
曾祖父王克中。祖父王可敬。父亲王通，曾任河南許州通判致仕。